# 김백관
김백관(한국 한자: 金白官, 1982년 6월 20일 ~ )은 대한민국의 전 축구 선수이며, 포지션은 수비수였다.